# Pastovce
Pastovce, také Pastuchov (maďarsky Ipolypásztó nebo jen Pásztó), jsou obec na Slovensku, v okrese Levice v Nitranském kraji. V roce 2011 zde žilo 530 obyvatel. V roce 2001 se 74 % obyvatel hlásilo k maďarské národnosti.

## Historie
Do uzavření Trianonské smlouvy byla obec součástí Uherska, poté byla součástí Československa. V roce 1921 zde žilo 1172 obyvatel, z toho 65 Čechoslováků, 2 Němci a 1091 Maďarů. V letech 1938 až 1945 byla (na základě první vídeňské arbitráže) součástí Maďarského království.